# Mikołaj z Chrzanowa
Mikołaj z Chrzanowa (ur. ok. 1485, zm. 1562 w Krakowie) – polski organista i kompozytor renesansowy.
Prawdopodobnie około roku 1507 studiował w Akademii Krakowskiej (bakalaureat otrzymał w roku 1513), a od 1518 do końca życia był organistą w katedrze na Wawelu. Współpracował z Kapelą Rorantystów i kapelą katedralną, był również rzeczoznawcą w zakresie budowy organów (w 1543 r. wyjeżdżał do Biecza, aby ocenić zbudowane tam organy). W roku 1546 grał na klawikordzie na dworze króla Zygmunta II Augusta.
Przypuszcza się, że Mikołaj z Chrzanowa był kompozytorem – monogramistą N. Ch.. Tymi inicjałami zatytułowany jest jedyny znany utwór – motet Protexisti me, Deus, opracowany na organy i zachowany w tabulaturze organowej Jana z Lublina z lat 1537–1548.
Mikołaj z Chrzanowa to być może Mikołaj Bętkowski (Bentkowski), wspomniany jako organista katedralny w 1550, lub Mikołaj Gantkowicz, organista tamże w latach 1520–21.